# Le Fil
Le Fil (tj. Nit) je francouzský hraný film z roku 2009, který režíroval Mehdi Ben Attia podle vlastního scénáře. Film popisuje intimní vztah dvou mužů v arabské společnosti. Snímek měl světovou premiéru na filmovém festivalu v Angoulême dne 29. srpna 2009.

## Děj
Třicetiletý architekt Malik se po smrti svého otce vrací z Paříže zpět do Maroka ke své matce. V domě jí vypomáhá Bilal, kterého nejprve Malik považuje za milence své matky. Mezi oběma muži pozvolna vznikne milostný vztah, který matka záhy odhalí. Malik i jeho matka vzpomínají na období před otcovou smrtí. Matka se smíří se skutečností a vztah svého syna s Bilalem podporuje. Sama si jako katolická Francouzka, která se provdala za Araba, zažila v rodině ústrky. Malik uzavře fiktivní sňatek se svou kolegyní z architektonické kanceláře Siryne, která je lesba. Jediný, kdo z blízkého okolí nezná pozadí svatby, je Malikova babička.

## Obsazení
| Antonin Stahly-Vishwanadan | Malik            |
| Claudia Cardinalová        | Sara, jeho matka |
| Salim Kechiouche           | Bilal            |
| Driss Ramdi                | Hakim            |
| Ramla Ayari                | Siryne           |
| Ali Mrabet                 | Wassim           |
| Abir Bennani               | Leila            |
| Rihab Mejri                | Wafa             |
| Lotfi Dziri                | Abdelaziz        |
| Hosni Khaled               | Moncef           |
| Anissa B'Diri              | Aida             |
| Djaouida Vaughan           | Frida            |
| Nejia Zemni                | Malikova babička |